# Новоспасовка (Павлодарская область)
Новоспасовка (каз. Новоспасовка) — село в Теренкольском районе Павлодарской области Казахстана. Входит в состав Ивановского сельского округа. Код КАТО — 554849200. Расположен в 10 км от села Ивановка.  

## История
Селение Новоспасское основано крестьянами-переселенцами в 1907 г. на урочище Байсымак в Песчанской волости Павлодарского уезда Семипалатинской области. Село названо Новоспасовкой, так как в уезде уже было селение Спасовка. Новоспасовка названа в честь  религиозного праздника "спасы". Спасы – общее название трёх православных праздников, связанных со «спасителем» – Иисусом Христом. 
По материалам Всесоюзной переписи населения 1926 г., в пос. Новоспасовском Тихомировского с/с насчитывалось 120 хозяйств, проживало 604 человека (в т.ч. 286 – муж. пола и 318 – жен. пола). В Новоспасовской русской начальной школе (открыта в 1977 г.) в 2001–2002 уч. году обучалось 11 учащихся. 
В с. Новоспасовка в 1910 г. родился Герой Социалистического Труда (1957 г.) тракторист Дмитрий Степанович Козолуп.

## Население
В 1999 году население села составляло 194 человека (91 мужчина и 103 женщины). По данным переписи 2009 года, в селе проживало 106 человек (54 мужчины и 52 женщины).
Преобладающие национальности: украинцы – 46 человек или 23,7 %; русские – 64 человека, или 32,9 %; казахи – 64 человека, или 32,9 % от общей численности населения.